# Lac des Rousses
Le lac des Rousses, appelé autrefois Quinsonnet ou Quintenois, est le seul lac de Bourgogne-Franche-Comté situé dans le bassin versant du Rhin.

## Géographie
Le lac est situé sur la commune des Rousses, au nord-est du village, dans le département du Jura, non loin de la frontière franco-suisse. Grâce à sa situation en altitude, il gèle en période hivernale, ce qui permet d'y pratiquer le patin à glace et le char à voile. Lac de surcreusement glaciaire, il se situe dans la haute vallée de l'Orbe, qui est en fait un synclinal coincé entre les anticlinaux calcaires jurassiques du Risoux et du Noirmont. Il est entouré de tourbières et de marécages.

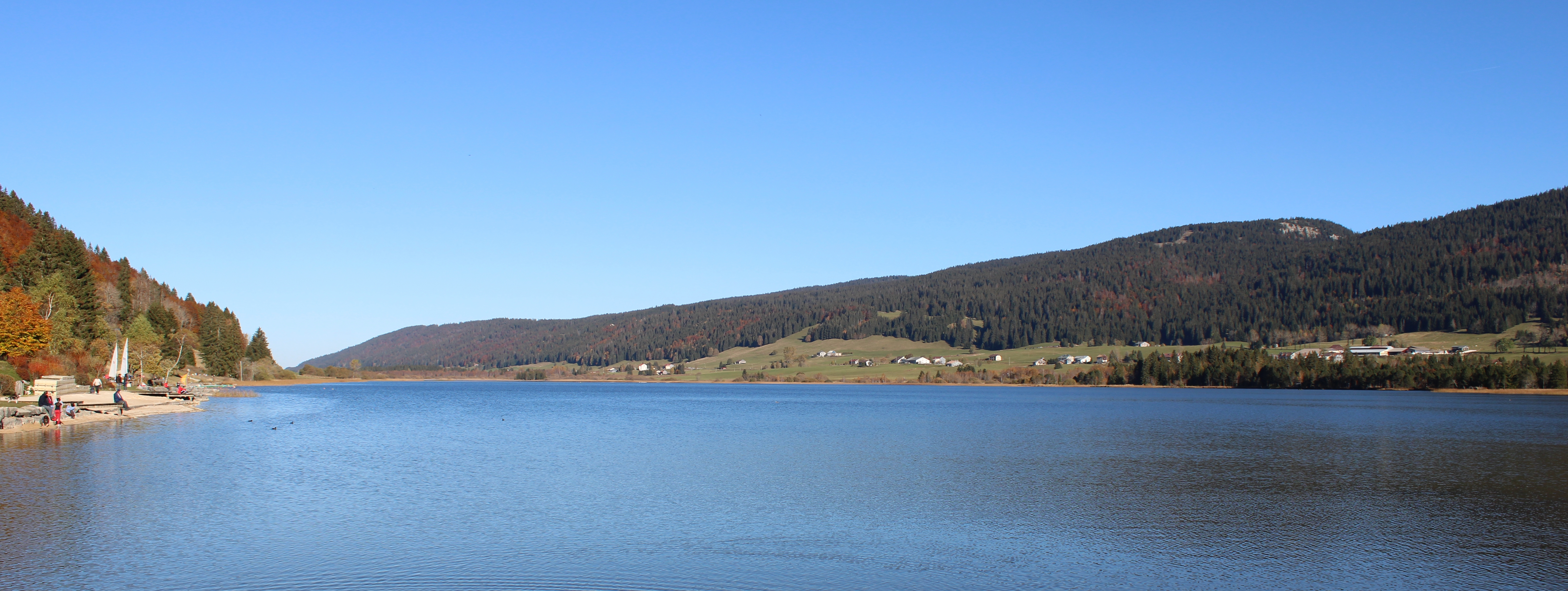
Panorama du lac des Rousses en automne.

## Faune
On trouve dans le lac de nombreux poissons : truite fario, des brochets, des perches, des tanches, des gardons, des corégones et des chevesnes.

## Label
Le lac fait partie du site Ramsar "Tourbières et lacs de la montagne Jurassienne" depuis février 2021.

## Galerie

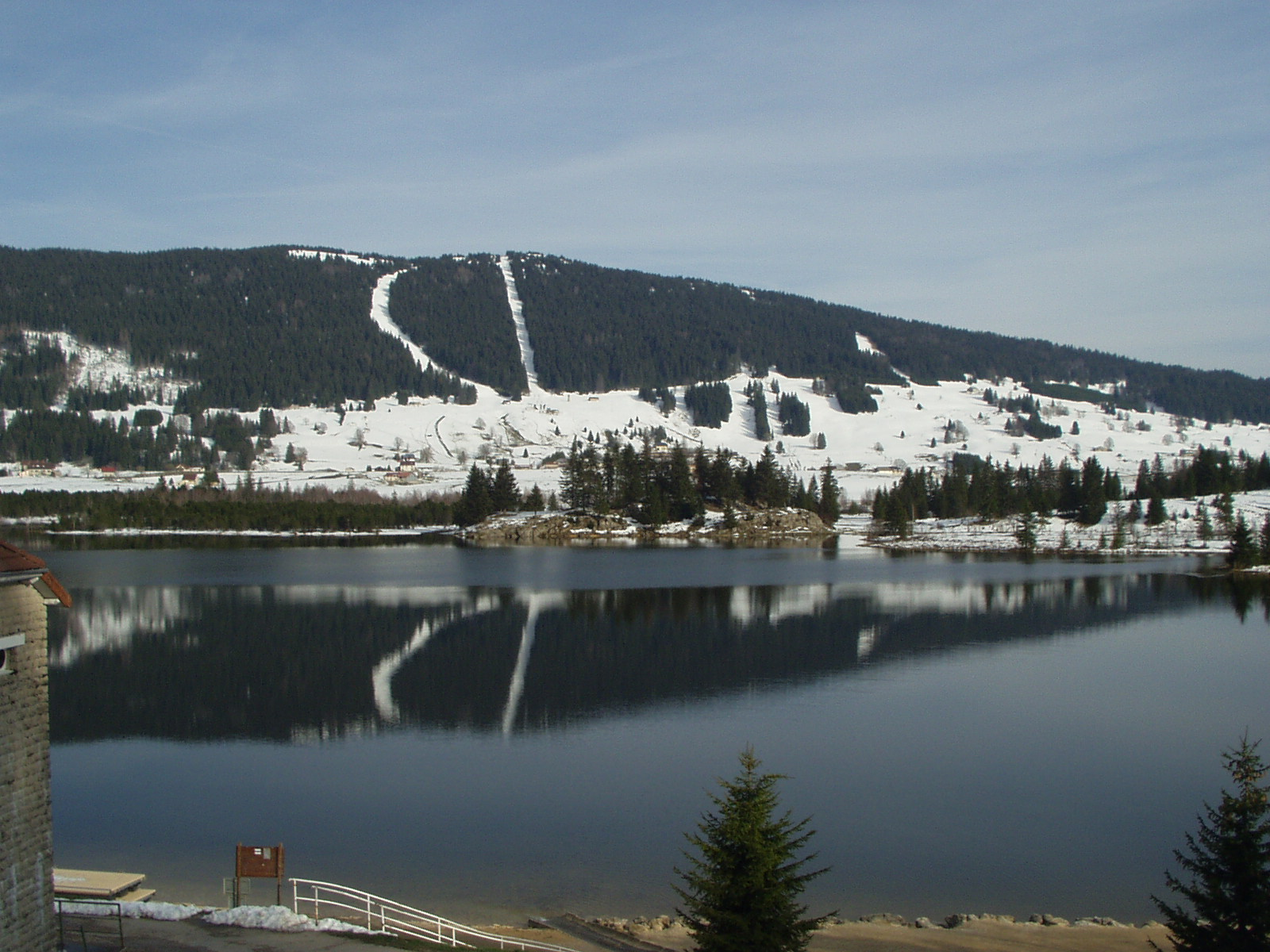
Le lac des Rousses et le Noirmont
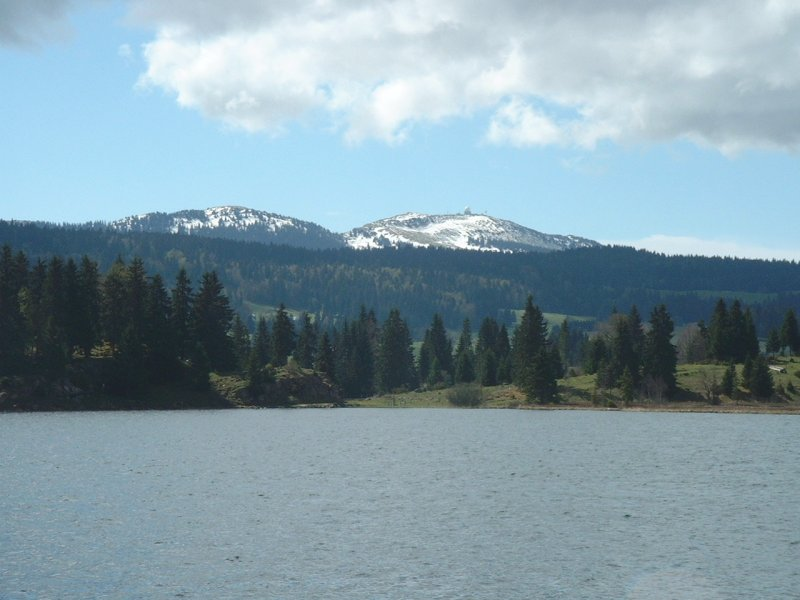
Le lac des Rousses et La Dôle
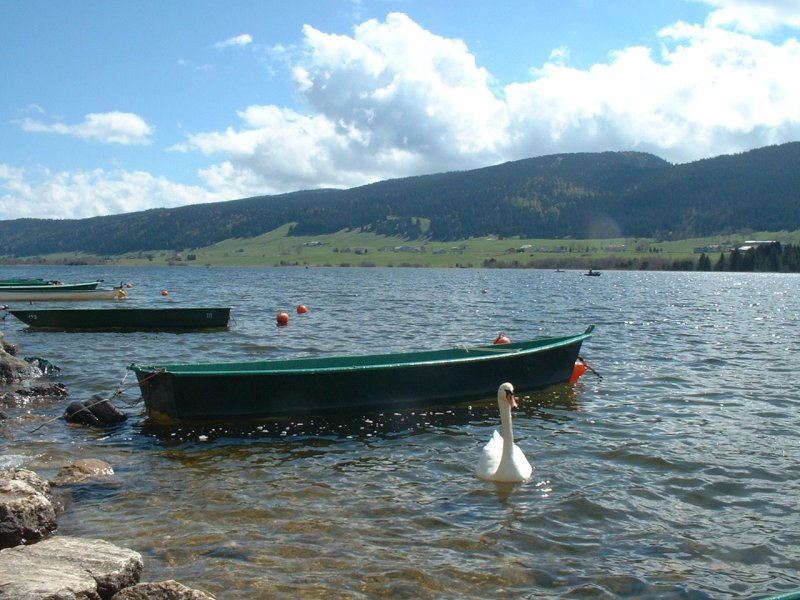
Le lac des Rousses
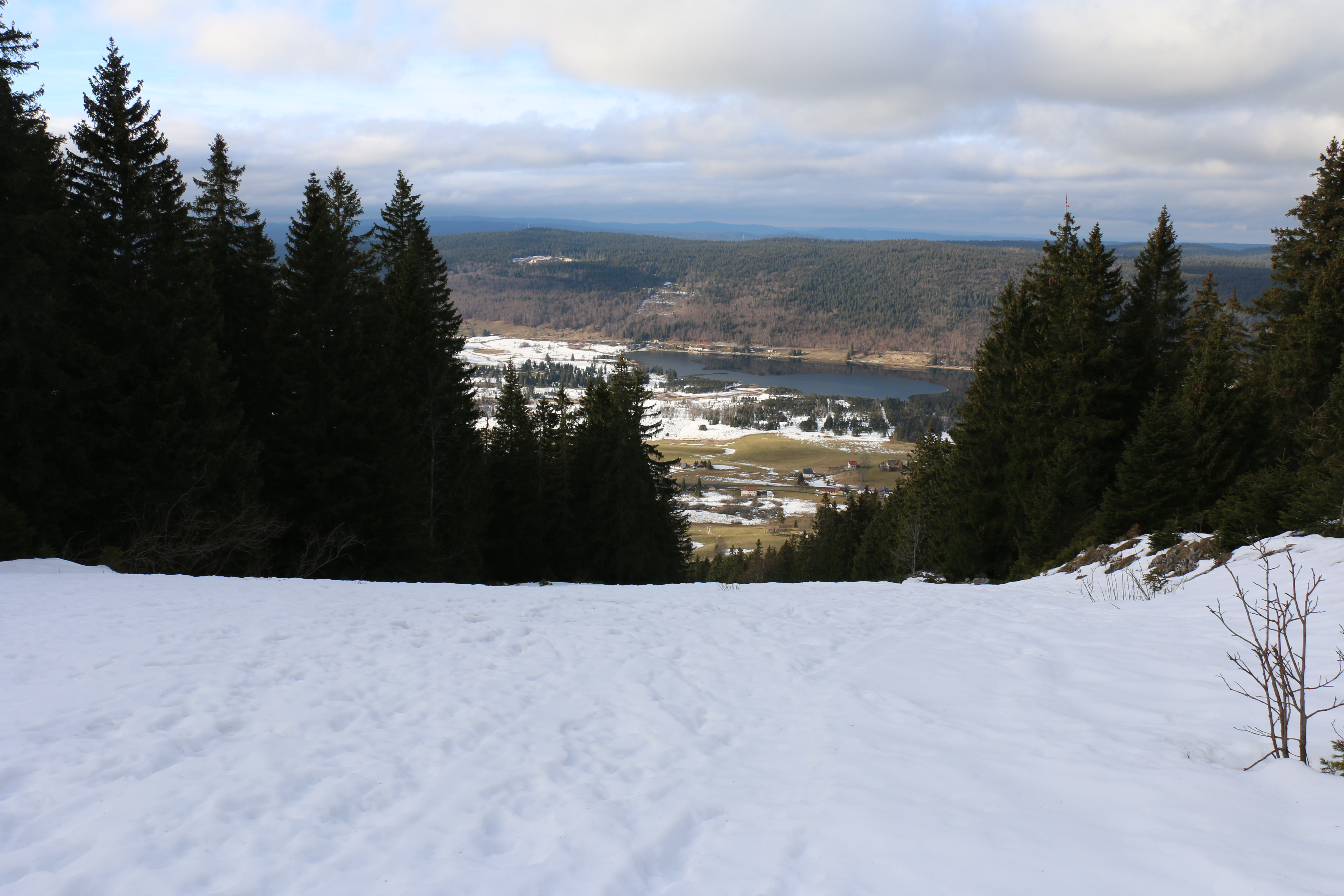
Lac des Rousses
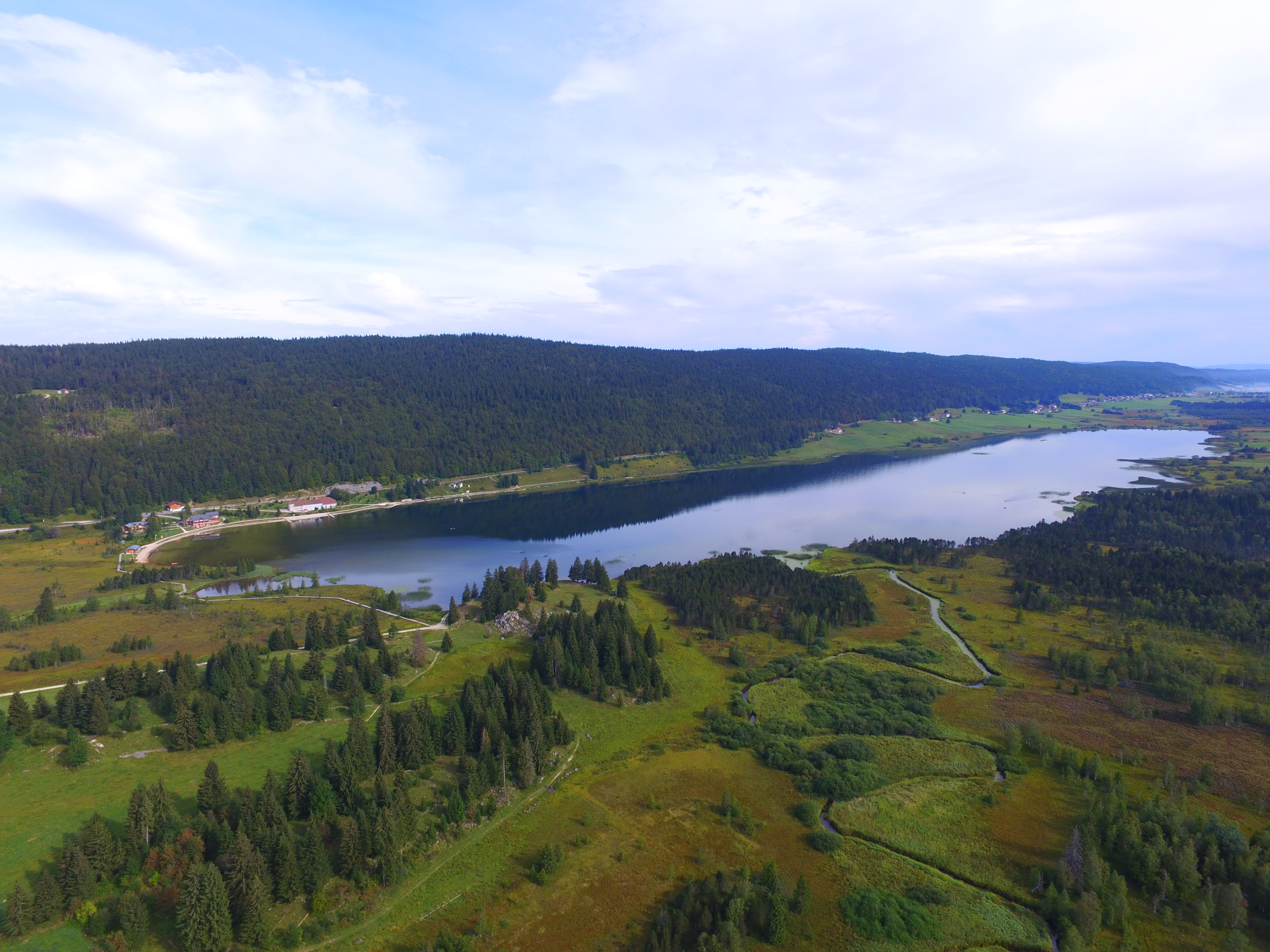
Lac des Rousses, vue aérienne
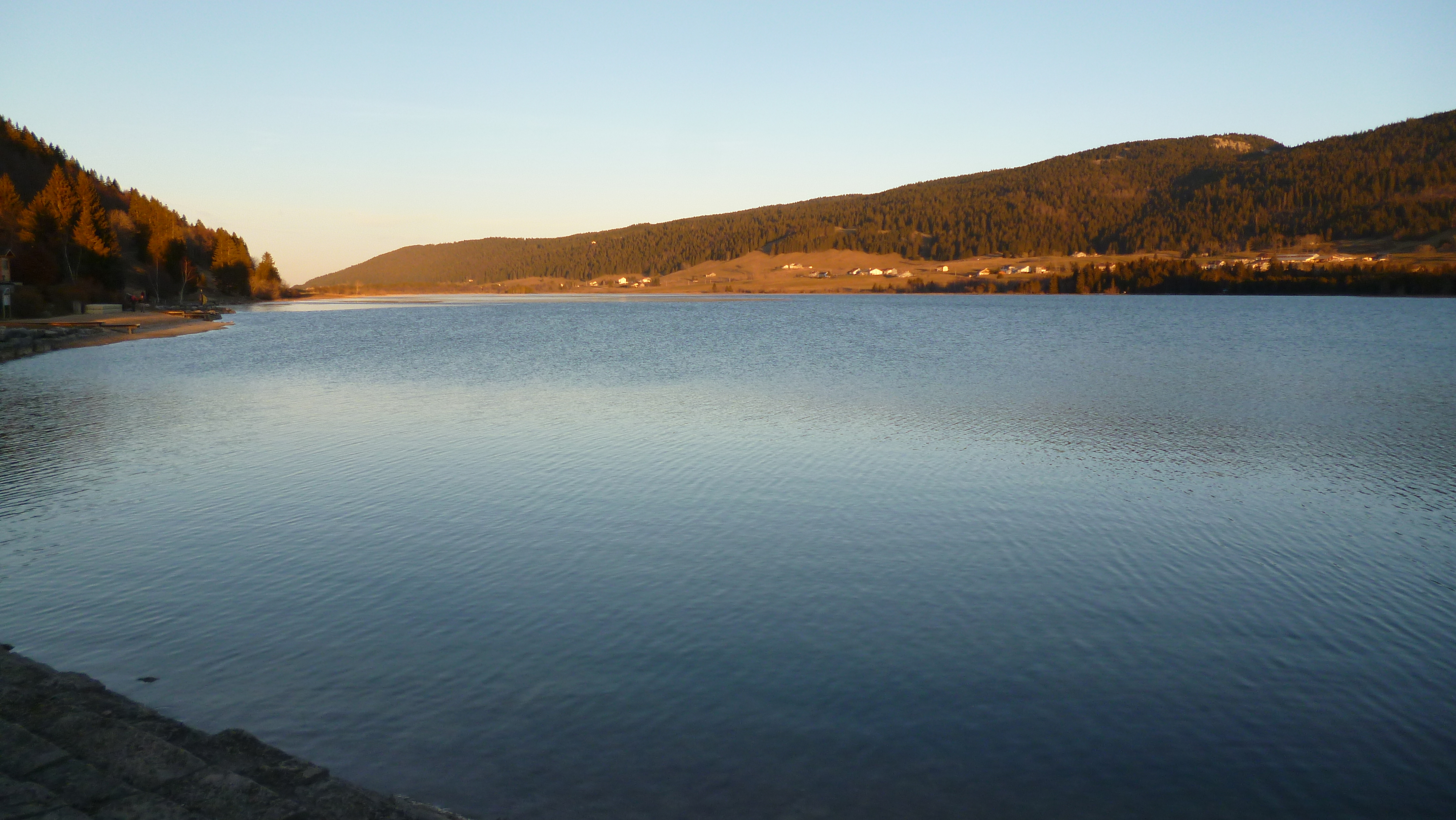
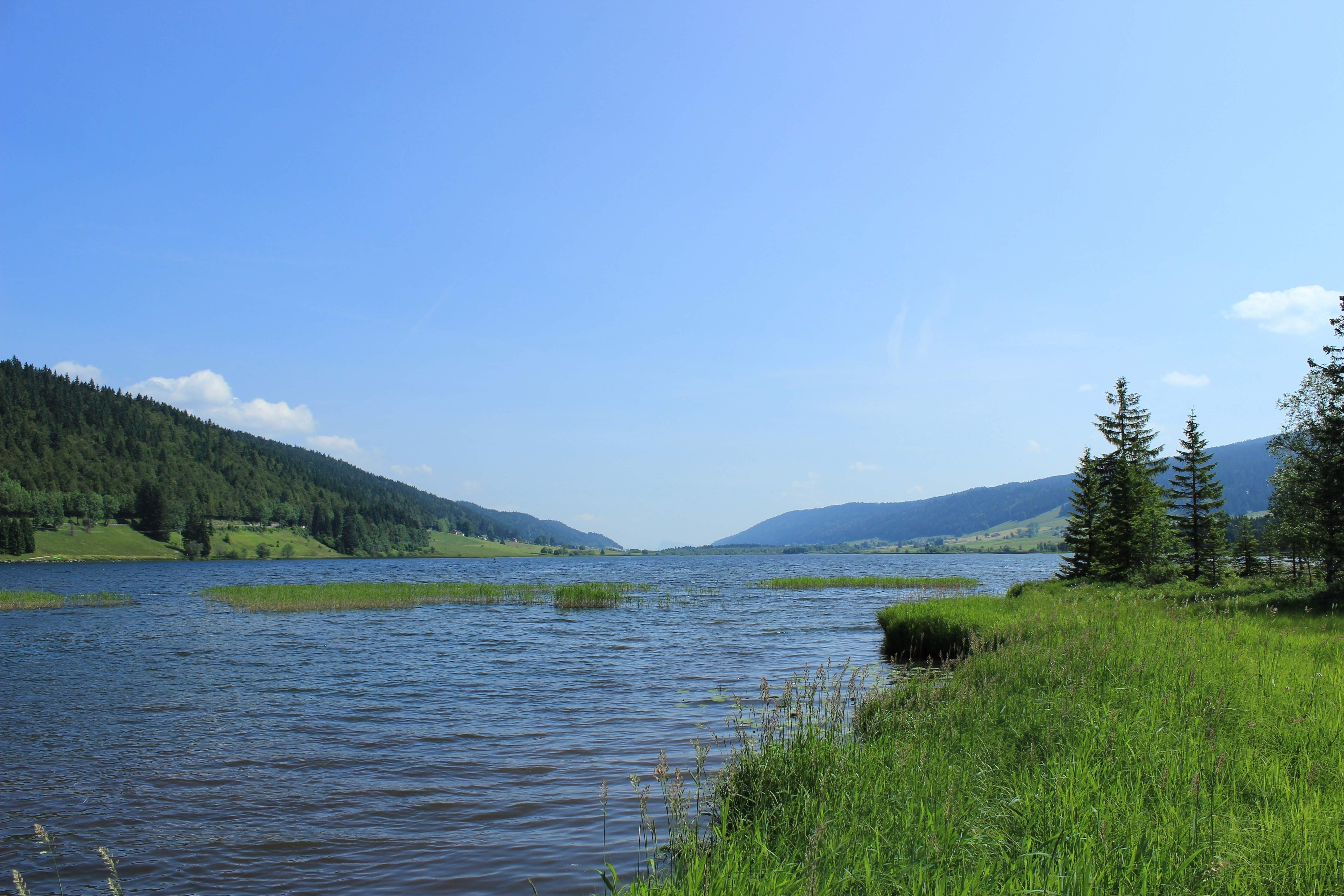
Lac des Rousses